# 一把和三把椅子

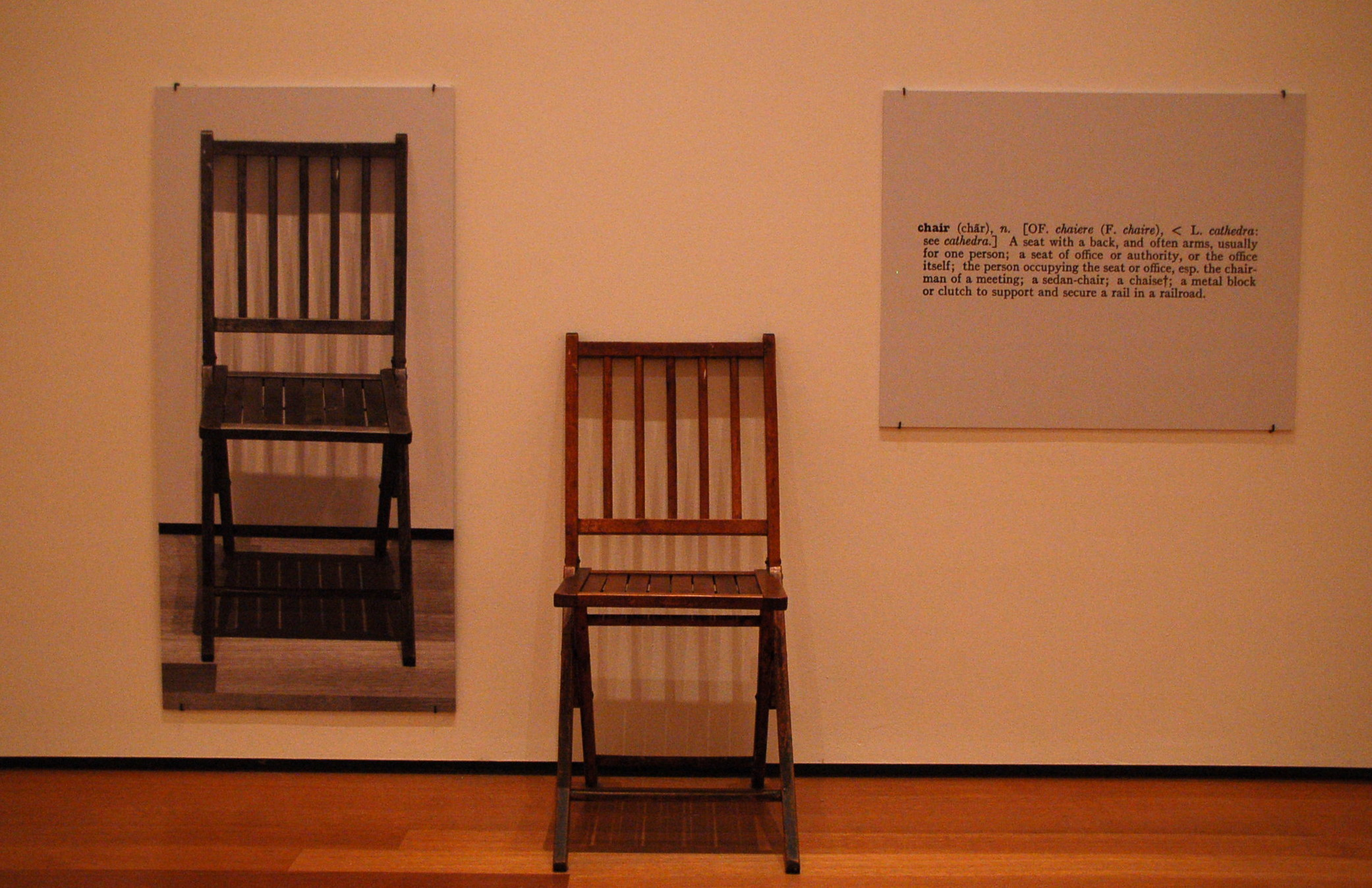
約瑟夫·科蘇斯，一把和三把椅子（1965年）

一把和三把椅子（One and Three Chairs）是1965年由約瑟夫·科蘇斯（Joseph Kosuth）創作的裝置藝術作品，是觀念藝術和系統藝術的代表作之一。這件作品包含：一把真實的椅子、一把椅子的照片，以及一篇關於「椅子」這個詞的字典定義紙本。照片的內容是椅子實際佈置在展場內的樣子，因此每次在新的展場展出的照片都不同。
每次展出有兩個維持不變的元素：「椅子」一詞的字典定義紙本和佈展說明書。根據說明書，佈展者要將一把椅子放在牆壁前，然後為椅子拍照。這張照片要放大到跟實際椅子一樣的大小，貼在椅子左側的牆上。最後，將字典定義的放大影本掛在椅子的右側，椅子的上邊緣要與字典定義的下邊緣對齊。
2008年4月3日，約瑟夫·科蘇斯在日本东京世田谷美术馆（Setagaya Art Museum）举办的个人结构研讨会上表示，他认为最为真实的椅子是关于「椅子」的字典定義。